# Benthobatis kreffti
Benthobatis kreffti är en rockeart som beskrevs av Rincon, Stehmann och Vooren 200. Benthobatis kreffti ingår i släktet Benthobatis och familjen Narcinidae. IUCN kategoriserar arten globalt som sårbar. Inga underarter finns listade.